# Pleurospermum
Pleurospermum es un género de plantas de la familia de las apiáceas. Comprende 107 especies descritas y de estas 39 aceptadas.

## Taxonomía
El género fue descrito por Georg Franz Hoffmann y publicado en Genera Plantarum Umbelliferarum 8. 1814. La especie tipo es: Pleurospermum austriacum Hoffm. 

## Especies
A continuación se brinda un listado de las especies del género Pleurospermum aceptadas hasta septiembre de 2012, ordenadas alfabéticamente. Para cada una se indica el nombre binomial seguido del autor, abreviado según las convenciones y usos.
- Pleurospermum album C.B. Clarke ex H. Wolff
- Pleurospermum amabile Craib & W.W. Sm.
- Pleurospermum angelicoides (Wall. ex DC.) Benth. ex C.B. Clarke
- Pleurospermum apiolens C.B. Clarke
- Pleurospermum aromaticum W.W. Sm.
- Pleurospermum astrantioideum (H. Boissieu) K.T. Fu & Y.C. Ho
- Pleurospermum benthamii (Wall. ex DC.) C.B. Clarke
- Pleurospermum bicolor (Franch.) C. Norman ex Z.H. Pan & M.F. Watson
- Pleurospermum calcareum H. Wolff
- Pleurospermum cristatum H. Boissieu
- Pleurospermum decurrens Franch.
- Pleurospermum foetens Franch.
- Pleurospermum franchetianum Hemsl.
- Pleurospermum giraldii Diels
- Pleurospermum handelii H. Wolff ex Hand.-Mazz.
- Pleurospermum hedinii Diels
- Pleurospermum heracleifolium Franch. ex H. Boissieu
- Pleurospermum heterosciadium H. Wolff
- Pleurospermum hookeri C.B. Clarke
- Pleurospermum lindleyanum (Klotzsch) B. Fedtsch.
- Pleurospermum linearilobum W.W. Sm.
- Pleurospermum longicarpum Shan & Z.H. Pan
- Pleurospermum macrochlaenum K.T. Fu & Y.C. Ho
- Pleurospermum nanum Franch.
- Pleurospermum nubigenum H. Wolff
- Pleurospermum pilosum C.B. Clarke ex H. Wolff
- Pleurospermum pulszkyi Kanitz
- Pleurospermum rivulorum (Diels) M. Hiroe
- Pleurospermum rotundatum (DC.) C.B. Clarke
- Pleurospermum rupestre (Popov) K.T. Fu & Y.C. Ho
- Pleurospermum simplex (Rupr.) Benth. & Hook. f. ex Drude
- Pleurospermum stellatum (D. Don) Benth. ex C.B. Clarke
- Pleurospermum stylosum C.B. Clarke
- Pleurospermum szechenyii Kanitz
- Pleurospermum tsekuense Shan
- Pleurospermum uralense Hoffm.
- Pleurospermum wilsonii H. Boissieu
- Pleurospermum wrightianum H. Boissieu
- Pleurospermum yunnanense Franch.